# 交霊会

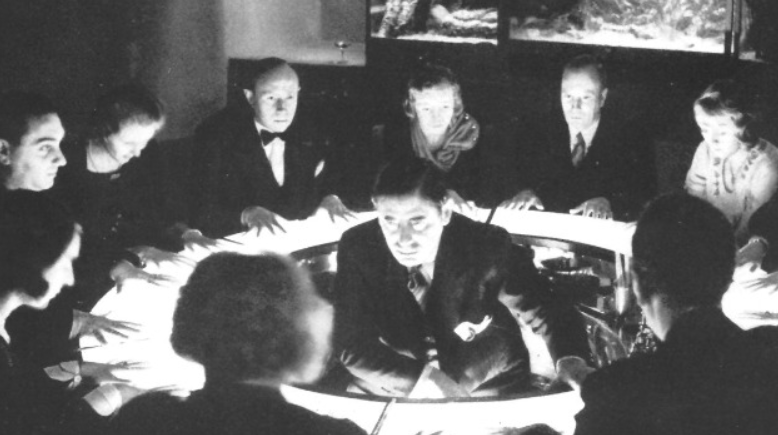
交霊会の様子。中央にいるのはエリック・ヤン・ハヌッセン（1928年頃）

交霊会（こうれいかい、仏: Séance）または降霊会とは、霊媒者を介して、あるいはひとつのテーブルを取り囲むことで死者とのコミュニケーションをはかるセッション（会合）のこと。
1840年代にアメリカで出現し、50年代になるとヨーロッパのブルジョワサロンを熱狂させていた。フランスの心霊術研究家アラン・カルデックはその著作『霊の書 (Le livre des Esprits)』（1857年）においてこのセッションに Séance という名を与え、そこに哲学的意味を見て取った。
今日では、ブラジルに多くの支持者がいるという。